# Nikolaus Meyer-Landrut

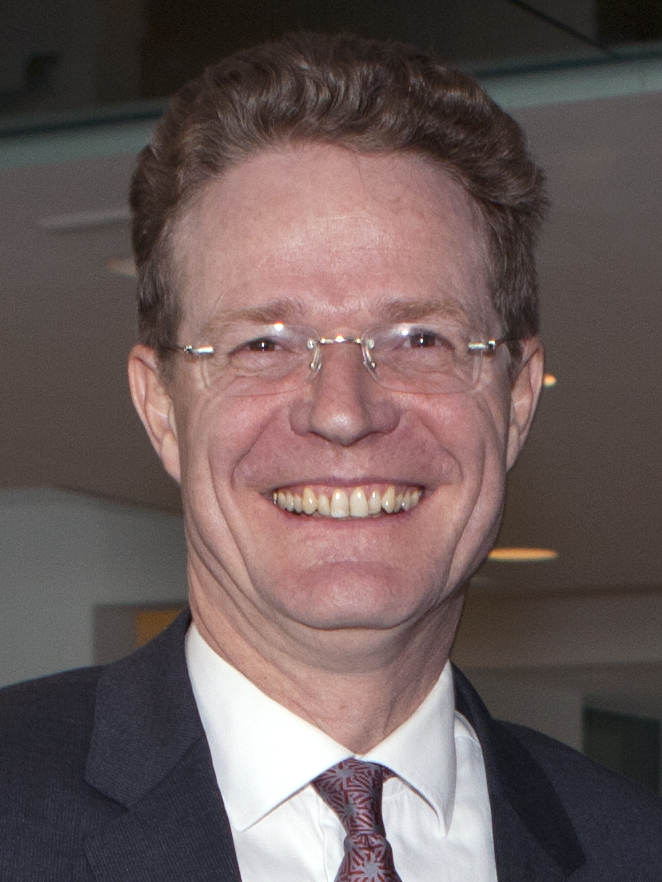
Nikolaus Meyer-Landrut (2015)

Nikolaus Meyer-Landrut (* 9. Juli 1960 in Düsseldorf) ist ein deutscher Diplomat. Seit Mitte 2024 ist er Botschafter der Bundesrepublik Deutschland in den Niederlanden und leitet als solcher die Botschaft Den Haag.

## Leben
Nikolaus Meyer-Landrut wurde 1960 als Sohn des Rechtsanwalts Joachim Meyer-Landrut und dessen Frau Maria-Ehrengard, geb. von Voigtländer, in Düsseldorf geboren. Er machte 1979 auf der Evangelischen Landesschule zur Pforte in Meinerzhagen in der gleichen Klasse wie der Schauspieler Markus Hering und der Journalist und Rechtsanwalt Oliver Tolmein Abitur. Im Mai 1987 wurde er bei Andreas Hillgruber an der Universität zu Köln mit einer Arbeit über Die Haltung der französischen Regierung und Öffentlichkeit zu den Stalin-Noten 1952 in Geschichte promoviert. Meyer-Landrut ist mit einer Französin verheiratet und Vater von vier Kindern. Er ist Neffe des Diplomaten Andreas Meyer-Landrut und Onkel zweiten Grades der Sängerin Lena Meyer-Landrut. Er ist ein aktiver Unterstützer der Bela-Foundation, einer von Barbara-Maria Monheim gegründeten Stiftung zur Förderung junger Führungskräfte.

## Laufbahn
Meyer-Landrut begann 1987 eine Karriere im Auswärtigen Amt. Von 1990 bis 1993 arbeitete er in Wien, wo er für die Abrüstungsverhandlungen zwischen Vertretern der NATO und des Warschauer Paktes verantwortlich war (siehe auch Vertrag über Konventionelle Streitkräfte in Europa = KSE-Vertrag). Von 1993 bis 1995 lebte er in Brüssel, Belgien, wo er als politischer Berater für Außenbeziehungen arbeitete. Von 1995 bis 1999 war er stellvertretender Referatsleiter in der Zentrale des Ministeriums, damals noch in Bonn, wo er zuständig für die Amsterdamer Regierungskonferenz (siehe auch Vertrag von Amsterdam 1997) und die Gemeinsame Außen- und Sicherheitspolitik der EU war. Von 1999 an war er Sprecher der Ständigen Vertretung der Bundesrepublik Deutschland bei der EU in Brüssel. Von Februar 2002 bis zum Sommer 2003 war er Sprecher des Präsidenten des EU-Verfassungskonventes, Valéry Giscard d’Estaing und von September 2003 bis April 2006 Leiter des EU-Grundsatzreferats im Auswärtigen Amt, nun  in Berlin. Seit Mai 2006 arbeitete er im Bundeskanzleramt und war dort bis Februar 2011 als Gruppenleiter für EU-Grundsatzfragen, europapolitische Beziehungen zu den EU-Mitgliedstaaten und EU-Außenbeziehungen tätig. Er folgte Uwe Corsepius als neuer Europa-Abteilungsleiter. In Deutschland wird unter Europakoordinierung die Positionierung der Bundesregierung und der deutschen Länder in Bezug auf die Politik der Europäischen Union, vor allem im Rat der EU, verstanden.
Im Juli 2015 wurde er als Nachfolger von Susanne Wasum-Rainer Botschafter der Bundesrepublik Deutschland in Frankreich mit Zweitakkreditierung für Monaco. Nach 5 Jahren in Paris trat er im September 2020 sein Amt als Delegationsleiter der Europäischen Union in der Türkei an. Im Sommer 2024 wurde er deutscher Botschafter in den Niederlanden.

## Veröffentlichungen (Auswahl)
- Frankreich und die deutsche Einheit. Die Haltung der französischen Regierung und Öffentlichkeit zu den Stalin-Noten 1952 (= Schriftenreihe der Vierteljahrshefte für Zeitgeschichte. Band 56). Oldenbourg, München 1988 (Zugl.: Köln, Univ., Diss., 1987).